# ハインリヒ62世 (弟系ロイス侯)
ハインリヒ62世・ロイス・ユンゲレリーニエ（Heinrich LXII. Reuß jüngere Linie, 1785年5月31日 - 1854年6月19日）は、ロイス＝シュライツ侯（在位：1818年 - 1848年）、弟系ロイス侯（在位：1848年 - 1854年）。

## 生涯
ロイス＝シュライツ侯ハインリヒ42世（1752年 - 1818年）とその妻でホーエンローエ＝キルヒベルク侯クリスティアンの娘であるカロリーネ（1763年 - 1849年）の間の息子として生まれ、1818年に父の後を継いだ。
ドイツ諸国を席巻した1848年革命の最中の1848年10月に、同族のロイス＝ローベンシュタイン＝エーベルスドルフ侯ハインリヒ72世が退位すると、ハインリヒ62世はロイス＝シュライツ、ロイス＝ゲーラ、ロイス＝ローベンシュタイン、ロイス＝エーベルスドルフの諸侯国を統合した新国家ロイス＝ゲーラ侯国（弟系ロイス侯国）を創設し、その初代君主となった。同国はハインリヒ62世の下で1849年に近代憲法を制定し、1851年には最初の立憲議会を開催、さらに1852年には憲法を改正したほか間接選挙制度による新選挙法を定めた。
ハインリヒ62世は生涯独身だったため、死後は弟のハインリヒ67世が継いだ。
| 先代 ハインリヒ42世 | ロイス＝シュライツ侯 1818年 - 1848年 | 次代 弟系ロイス侯国へ統合 |
| 先代 新しく創設     | 弟系ロイス侯 1848年 - 1854年         | 次代 ハインリヒ67世       |